# Albert Durant
Albert Paul Durant (ur. 1 lipca 1892 w Brukseli,  zm. ?) – belgijski pływak i waterpolista z początków XX wieku, medalista igrzysk olimpijskich.
Medalista Igrzysk Olimpijskich w Sztokholmie, Igrzysk Olimpijskich w Antwerpii i Igrzysk Olimpijskich w Paryżu.
Był zawodnikiem drużyn olimpijskich, które zdobyły trzy medale.